# 陳蘭彬

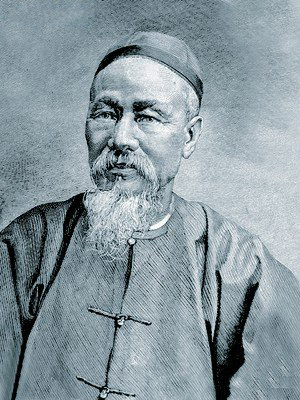
陳蘭彬

陳 蘭彬（ちん らんひん、Chen Lanbin、1816年 - 1895年）、字は茘秋。清末の官僚・外交官。初代駐米公使を務めた。
広東省呉川県（现中華人民共和国広東省湛江市呉川市）出身。22歳で貢生となり、1851年に挙人となった。1853年に進士となり、翰林院に入り庶吉士となった。後に刑部主事となり、さらに員外郎に昇進した。1860年に丁憂により帰郷し、その間、高文書院で講義し、曽国藩の幕府に入った。
1863年、刑部の職に復職した。そのころ黄河が決壊したため大名府に救援活動に赴き、『治河芻言』8巻を著した。その後、江南製造局と上海広方言館の総裁に就任した。1870年に曽国藩の推薦でアメリカ留学生委員に任命され、1872年に副委員の容閎とともに広方言館卒業生の児童30名をアメリカ留学に送り出した。翌年、中国系労働者の状況を調査するためキューバに派遣され、スペイン当局との協議の結果、中国系労働者の保護が進んだ。
1878年、正式に駐アメリカ・スペイン・ペルー公使に任命され、1881年まで務めた。在任中は呉嘉善の影響のもと、一転して留学生派遣計画に反対するようになり、最終的に留学計画は挫折した。
帰国後は総理各国事務衙門大臣、礼部左侍郎となった。引退後は再び高文書院で講義し、『高州府志』『呉川県誌』『呉川風俗志』『石城県誌』など地方志の編纂にあたった。死後、文毅の諡号が贈られた。

## 著書
- 『毛詩札記』
- 『使美記略』
- 『使美百詠』
- 『重次千字文』